# Electronic Entertainment Expo 2011
L'Electronic Entertainment Expo 2011, meglio noto come E3 2011 è stato il diciassettesimo Electronic Entertainment Expo.
L'evento ha avuto luogo dal 7 giugno al 9 giugno 2011 presso il Los Angeles Convention Center. L'E3 è una fiera annuale, specializzata in videogiochi, e presentata dall'ESA.

## Console presentate
- Wii U
- PlayStation Vita

## Titoli presentati

### Nintendo
| Nintendo DS - The Last Specter - Kirby Mass Attack - Dragon Quest Monsters: Joker 2 Nintendo 3DS - Luigi's Mansion 2 - Super Mario 3D Land - Mario Kart 7 - Kid Icarus: Uprising - Ocarina of Time 3D - Star Fox 64 3DS - Animal Crossing - Paper Mario: Sticker Star - The Rolling Western - Picture Lives - Theatrhythm Final Fantasy | Wii U - New Super Mario Bros. U - Pikmin 3 |

### Sony
| PlayStation 3 - BioShock Infinite - Dust 514 - Resistance 3 - Sly Cooper: Thieves in Time - Star Trek 2011 - Starhawk - Uncharted 3: Drake's Deception | PlayStation Vita - Infamous 2 - LittleBigPlanet (PSVita) - ModNation Racers (PSVita) - Ruin - Street Fighter X Tekken - Uncharted: Golden Abyss |

## Best of E3
Al termine dell'E3 2011, è stata stilata una lista di tutto il bello e il brutto visto in questo E3.
| Miglior presentazione                        | Gioco più originale                          |
| -------------------------------------------- | -------------------------------------------- |
| - BioShock Infinite (PS3, 360, PC)           | - BioShock Infinite (PS3, 360, PC)           |
| Miglior gioco per Console da casa            | Miglior gioco per Console portatile          |
| - The Elder Scrolls V: Skyrim (PS3, 360,)    | - Sound Shapes (PSVita)                      |
| Miglior gioco per PC                         | Miglior Hardware presentato                  |
| - BioShock Infinite (PS3, 360, PC)           | - PlayStation Vita                           |
| Miglior gioco d'azione                       | Miglior gioco d'avventura                    |
| - Battlefield 3 (PC)                         | - BioShock Infinite (PS3, 360, PC)           |
| Miglior gioco di ruolo                       | Miglio picchiaduro                           |
| - The Elder Scrolls V: Skyrim (PS3, 360, PC) | - Street Fighter X Tekken (PS3, 360, PSVita) |
| Miglior gioco di corsa                       | Miglior gioco sportivo                       |
| - Forza 4 (360)                              | - FIFA 12 (PS3, 360, PC)                     |
| Miglior gioco strategico                     | Miglior gioco Casual                         |
| - From Dust (PS3, 360, PC)                   | - Sound Shapes (PSVita)                      |
| Miglior simulatore di movimento              | Miglior gioco online                         |
| - The Legend of Zelda: Skyward Sword (WII)   | - Battlefield 3 (PS3, 360, PC)               |